# Dywity (gmina)
Dywity est une gmina rurale du powiat de Olsztyn, Varmie-Mazurie, dans le nord de la Pologne. Son siège est le village de Dywity, qui se situe environ 8 km au nord de la capitale régionale Olsztyn.
La gmina couvre une superficie de 160,68 km2 pour une population de 9 148 habitants.

## Géographie
La gmina inclut les villages de Barkweda, Brąswałd, Bukwałd, Dąbrówka Wielka, Dywity, Frączki, Gady, Gradki, Kieźliny, Ługwałd, Myki, Nowe Włóki, Plutki, Redykajny, Rozgity, Różnowo, Sętal, Słupy, Spręcowo, Tuławki, Wadąg et Zalbki.
La gmina borde la ville d'Olsztyn et les gminy de Barczewo, Dobre Miasto, Jeziorany, Jonkowo et Świątki.